# 예멘의 통일
예멘의 통일은 1990년 5월 22일 예멘 인민민주공화국(남예멘)과 예멘 아랍 공화국(북예멘)이 통합하여 예멘 공화국을 형성하면서 이루어졌다.

## 배경

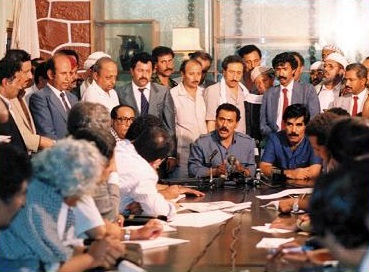
알리 압둘라 살레 북예멘 대통령과 예멘 사회당 알리 살림 알베이드 사무총장이 1989년 11월 30일 통일 협정에 서명하고 있다.

북예멘은 1918년 11월 오스만 제국이 해체되면서 독립 왕국이 되었다. 남예멘의 아덴은 영국 보호령으로 관리되었고 1937년에는 자체적인 영국 식민지가 되었다. 남예멘의 대부분은 영국령 아덴 보호령으로, 사실상 식민 통제 아래에 있었다. 냉전의 수많은 대리 분쟁 중 하나로, 두 민족주의 정당이 주도하는 남예멘 반란(소련의 지원과 지지를 받음)이 발생하여 영국이 이 지역을 통합하고 1967년에 이전 식민지에서 철수하게 되었다.
북예멘 내전 이후 북예멘은 군주제를 전복하고 부족 대표를 포함한 군부 정권이 이끄는 나세르주의 공화국 정부를 수립했다. 이 나라는 소규모의 석유 수입과 유전이 풍부한 페르시아만 아랍 국가에서 일하는 시민들의 송금 덕분에 이익을 얻었다. 1980년대 북예멘의 인구는 1,200만 명으로 추정되었으며, 이는 남예멘의 300만 명과 대비된다.
남예멘은 대체로 세속적인 사회로 발전했으며, 처음에는 민족해방전선이 통치했고 나중에는 집권당인 예멘 사회당으로 변모했다. 중동에서 유일하게 공산주의를 표방한 국가인 남예멘은 소련으로부터 상당한 해외 원조와 기타 지원을 받았다.

### 1972년 전쟁
1972년 10월, 북예멘과 남예멘 사이에 전투가 발발했다. 북예멘은 사우디아라비아의 지원을 받았고, 남예멘은 소련의 지원을 받았다. 전투는 짧게 이어졌으며 이 분쟁은 1972년 10월 28일 카이로 협정으로 이어져 두 국가를 통일할 계획을 제시했다.

### 1979년 전쟁
1979년 2월과 3월에 다시 전투가 발생했으며, 남예멘은 국가민주전선에 의해 북예멘의 반군에게 지원을 제공하고 국경을 넘은 것으로 알려졌다. 남예멘군은 타이즈 시까지 진격한 후 철수했다. 다시 한번 북예멘은 반공주의 사우디아라비아와 중화민국의 지원을 받았으며, 1979년부터 1990년까지 사우디 왕립 공군의 이름으로 비밀리에 지원을 받았다. 이 분쟁 또한 일찍 끝났다.
1980년대 후반, 두 나라 국경 근처인 북쪽의 마리브주와 남쪽의 샤브와주에서 석유 탐사가 이루어지면서 자원 개발과 두 나라 경제 발전을 위한 협정 체결에 대한 관심이 높아졌다. 1988년 5월, 양국 정부는 긴장을 상당히 완화하는 이해관계에 도달했는데, 여기에는 통일에 대한 논의 재개, 헌트 오일 컴퍼니와 엑손이 아직 확정되지 않은 국경을 따라 공동 석유 탐사 지역(현재는 공동 투자 지역으로 불림)을 설정하는 합의가 포함되었다. 같은 달, 이들은 예멘 광물 및 석유 자원 투자 회사(YCIMOR)를 설립했다.
1989년 11월, 북예멘의 알리 압둘라 살레와 남예멘의 알리 살림 알베이드는 1981년에 처음 작성된 통일 헌법 초안을 공동으로 수락했으며, 여기에는 비무장 국경과 예멘인의 국가 신분증만으로 국경 통과, 그리고 수도를 사나에 두는 내용이 포함되었다.

## 통일
예멘 공화국은 1990년 5월 22일 선포되었다. 북예멘의 알리 압둘라 살레가 국가원수가 되었고, 남예멘의 알리 살림 알베이드가 정부수반이 되었다. 두 정치 및 경제 체제의 통합을 완료하기 위한 30개월의 과도기가 설정되었다. 대통령 위원회는 26명의 예멘 아랍 공화국 자문 위원회와 17명의 예멘 인민민주공화국 최고회의에서 공동으로 선출되었다. 대통령 위원회는 총리를 임명했고, 총리는 내각을 구성했다. 또한 301석의 잠정 통일 의회가 있었는데, 북예멘에서 159명, 남예멘에서 111명, 그리고 위원회 의장이 임명한 31명의 독립 의원으로 구성되었다.
통일 헌법은 1990년 5월에 합의되었고 1991년 5월에 국민 투표로 비준되었다. 이 헌법은 자유 선거, 다당제 정치 시스템, 사유 재산 소유권, 법 앞의 평등, 기본적인 인권 존중에 대한 예멘의 약속을 확인했다. 총선은 1993년 4월 27일에 실시되었다. 국제 단체들은 선거 조직을 지원하고 실제 투표를 참관했다. 그 결과 의회는 국민전체회의 143석, 예멘 사회당 (YSP) 69석, 이슬라 (국내 최대 이슬람 정당) 63석, 바트당원 6석, 나세르주의 통일 인민 조직 3석, 알 하크 2석, 무소속 15석으로 구성되었다. 새로운 의회는 북예멘을 강력히 대표했다. YSP는 인구가 적은 남예멘에서 가장 많은 의석을 얻었음에도 불구하고 새로운 연립 정부에서 소수당으로 간주되었다. 이슬라의 수장인 압둘라 이븐 후세인 알-아흐마르는 의회 의장이 되었다. 이슬라는 집권 연정으로 초청되었고, 대통령 위원회는 이슬라 회원 한 명을 포함하도록 변경되었다.

## 여파

### 내전

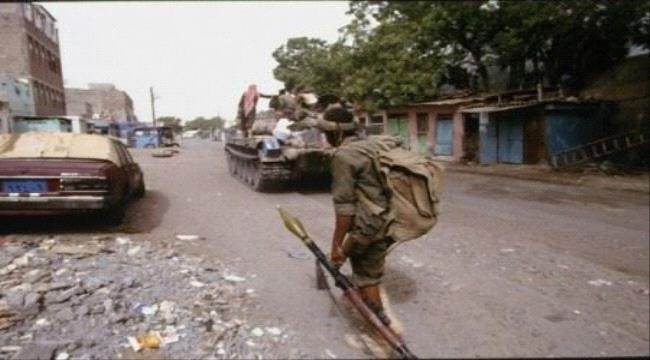
아덴의 병사

연정 내 갈등으로 1993년 8월부터 알리 살림 알베이드 부통령이 아덴으로 자발적 망명을 떠나고, 정치적 라이벌들이 문제를 해결하고 부족 세력이 불안정한 상황을 이용하면서 전반적인 안보 상황이 악화되었다. 남예멘의 전 총리였던 하이 다르 아부 바크르 알-아타스는 계속해서 예멘의 총리로 재임했지만, 정치적 내분으로 인해 그의 정부는 무능했다. 북부 및 남부 지도자들 간의 지속적인 협상은 1994년 2월 20일 요르단 암만에서 약속 및 합의 문서를 서명하는 결과를 낳았다. 그럼에도 불구하고 1994년 5월 초 내전이 발발할 때까지 충돌은 격화되었다. 중요한 것은, 아직 통일되지 않은 기관 중 하나가 양국의 군대였다는 점이다.
남부 지도자는 1994년 5월 21일 예멘 민주공화국(DRY)을 분리 독립시켰지만 새로운 국가는 국제 사회의 인정을 받지 못했다. 망명 중이던 남예멘 지도자 알리 나시르 무함마드는 분리주의자에 대한 군사 작전을 지원했다.
아덴은 1994년 7월 7일에 함락되었다. 다른 저항은 빠르게 붕괴되었고 수천 명의 남부 지도자와 군인들이 망명했다.
내전 이후, 예멘 내의 예멘 사회당 지도부는 당을 재편성하고 1994년 7월 새로운 정치국을 선출했다. 그러나 당은 낙담한 채 이전의 영향력을 잃었다. 이슬라는 1994년 9월 당 대회를 개최했다. 국민전체회의도 1995년 6월 같은 행사를 가졌다.
1994년에 통일 헌법에 대한 개정으로 대통령 위원회가 폐지되었다. 알리 압둘라 살레 대통령은 1994년 10월 1일 의회에 의해 5년 임기로 선출되었다. 헌법은 이후 대통령이 입법부가 선정한 최소 두 명의 후보 중에서 국민 투표로 선출되도록 규정했다.

### 내전 이후
서구식 정부 시스템을 채택한 예멘은 1999년 9월 첫 직접 대통령 선거를 실시하여 알리 압둘라 살레 대통령을 5년 임기로 선출했으며, 이 선거는 일반적으로 자유롭고 공정한 선거로 간주되었다. 예멘은 1997년 4월 두 번째 다당제 총선을 치렀다. 2000년 여름에 채택된 헌법 개정안은 대통령 임기를 2년 연장하여 다음 대통령 선거를 2006년으로 미루었다. 또한 의원 임기를 6년으로 연장하여 이 의석에 대한 선거를 2003년으로 미루었다. 2001년 2월 20일, 새로운 헌법 개정안은 슈라 위원회(111석, 대통령이 임명)와 대의원(301석, 국민 투표로 선출)으로 구성된 양원제 입법부를 만들었다. 예멘은 이제 국민전체회의가 집권하는 일당우위제 국가이다.
갈등과 문제점은 계속되었고, 남예멘의 일부 세력은 북예멘의 불공정한 대우를 인식했다. 이는 독립적인 남부 국가의 복귀를 요구하는 남예멘 운동이라는 대중적인 운동을 낳았다. 2015년, 이번에는 사우디아라비아와 이란 사이의 대리전의 도구로, 예멘은 다시 내전에 휩싸였으며, 이는 오늘날까지 계속되고 있다.

#### 통합
- 북예멘 리알과 남예멘 디나르는 과도기 동안 법정 통화로 유지되었다. 1991년 디나르는 유통에서 철회되었으며, 1디나르당 26리알로 교환되었다. 1993년, 예멘 공화국의 첫 주화가 예멘 리알이라는 이름으로 발행되었다.
- 예멘 공화국의 수도는 북예멘의 옛 수도인 사나이다.
- 남예멘의 "통일 공화국"이 국가가 되었다.
- 9월 26일과 10월 14일은 모두 혁명 기념일로 기념되는데, 전자는 이맘에 대한 북예멘의 혁명을, 후자는 대영 제국에 대한 남예멘의 혁명을 기념한다.
- 11월 30일은 독립 기념일로 기념되는데, 이는 남예멘이 영국으로부터 독립한 날이기 때문이다. 반면 북예멘에서는 11월 1일이 오스만 제국으로부터의 독립 기념일로 기념되었다.
- 예멘 공화국은 남예멘의 민주 예멘 대신 북예멘의 유엔 이름인 예멘을 유지했다.
- 예멘 공화국은 이전 국가들의 모든 조약[18]과 채무에 대한 책임을 수락한다.
- 예멘 공화국은 남예멘의 주(Muhafazah) 제도를 유지하고, 북예멘의 리와(지방)를 더 작은 주로 분할하여 현재의 예멘의 주를 만들었다.
- 예멘 공화국은 남예멘의 +969 대신 북예멘의 국가 번호 +967을 사용한다.
- 예멘 공화국은 남예멘의 (alpha-2: YD, alpha-3: YMD) 대신 북예멘의 ISO 3166-1 알파벳 코드(alpha-2: YE, alpha-3: YEM)를 사용한다. 새로운 숫자 코드는 통일된 국가에 대해 (887) 할당되었으며, 이는 이전 숫자 코드 (북예멘: 886; 남예멘: 720)를 대체하며, 이는 국가 병합의 관례이다.

## 같이 보기
- 남부 운동
- 남예멘 반란
- 예멘 사회당
- 통일 공화국

## 내용주
1. ↑  아랍어: الوحدة اليمنية al-waḥda l-Yamaniyya[*]